# Municipio de Yahualica de González Gallo
El municipio de Yahualica de González Gallo es uno de los 125 municipios  que conforman el estado de Jalisco, México, ubicado en la región Altos Sur. Colinda con el estado de Zacatecas. Fue parte de la Intendencia de Guadalajara de 1786 a 1821. Es parte de la macrorregión del Bajío Occidente de México.

## Toponimia
El poblado se llamó primitivamente "Ayahuallican" o "Yahualican", (Ahualica o Yagualica); y significa: "Lugar dentro del redondel", el redondel es lo que los panaderos usan para llevar las canastas con pan en sus cabeza, esto es porque las montañas y valles que rodean a Yahualica asemejan un redondel

## Historia
La región fue habitada por los tecuexes que hubieron de sostener sangrientas batallas hacia 1165 contra los aztecas. Estos intentaron apoderarse del territorio de Yahualican pero los tecuexes lograron salir airosos. Poco antes del arribo de los peninsulares, gobernaba "Yahualican", una señora cacica con muy buenas dotes para gobernar.
Cristóbal de Oñate, enviado de Nuño de Guzmán, llegó en abril de 1530 a Yahualican. Los habitantes del lugar lo recibieron en paz y le ofrecieron presentes de fruta y caza. Fue así como quedaron sujetos a la conquista de Nuño de Guzmán. En el paso malo de Yahualica es donde Pedro de Alvarado sufrió la caída que más tarde le causaría la muerte. Yahualica fue encomienda de Juan Michel y se la quitaron para darla a Juan de Alhejo, quien la vendió a Cristóbal Romero y este la pasó a su yerno Francisco de Olivares. El primer documento en el que se encuentran datos que se refieren al pueblo de Yahualica, se remonta al año de 1582 y hacen referencia a hechos acaecidos de 1540 a 1550.
En 1661 se fundó la cofradía y hospital de la limpia Concepción. Se comenzó la construcción del templo en 1542, en 1717 se terminó. En el poblado se fundaron los partidos conservador y liberal. En el segundo destacó Manuel Ruiz, apodado por los conservadores “El chamaco salvaje” debido a su audacia y temeridad. Manuel Ruiz tuvo triste fin, traicionado, murió en los llanos de Cuquío, acribillado por la espalda. Crispín Robles Villegas, villista, atacó Yahualica escasos días antes de cumplirse el mes de su pronunciamiento. El 20 de mayo de 1913, el subdirector político, Evaristo Flores, recibió una misiva de Robles solicitando la rendición de la plaza, ya que de lo contrario sería tomada a sangre y fuego. El vecindario, los comerciantes y el P. Ruvalcaba, alarmados, estuvieron de acuerdo en que los revolucionarios podían entrar en paz. No estuvieron de acuerdo el Subdirector y el destacamento de la Gendarmería del Estado que se aprestaron para oponer resistencia. El fuego cesó entre 7 y 8 de la mañana del día siguiente gracias a la intervención del P. Ruvalcaba. Su intervención fue oportuna para los defensores a quienes se les había agotado el parque. Los revolucionarios le impusieron un “préstamo” a Julián Limón y a la población que osciló entre 1 000 y 3 000 pesos, llevándose asimismo monturas, caballos y armas.
En 1878 se le concedió a Yahualica el título de Villa. En 1896 se hizo comisaría política y judicial. Por decreto número 7929 de fecha 19 de marzo de 1964 se estipula que en adelante llevará el nombre de Yahualica de González Gallo.

## Deportes
Yahualica cuenta con un equipo de fútbol en la Tercera División de México, el Club Deportivo De Los Altos.
El Club Deportivo Gallos es el equipo de fútbol que representa el municipio en torneos locales y estatales.

## Descripción geográfica

### Ubicación
La cabecera municipal (Yahualica) está situado en la Zona Altos Sur de Jalisco, a los 20°59′0″ de latitud norte y 103º48’30" de longitud oeste; a una altitud de 1,790 metros sobre el nivel del mar.
El municipio colinda al norte con el estado de Zacatecas y con el municipio de Mexticacán; al este con los municipios de Cañadas de Obregón y Valle de Guadalupe; al sur con los municipios de Tepatitlán de Morelos; al oeste con el municipio de Cuquío y el estado de Zacatecas.

### Localización en el Bajío Occidental

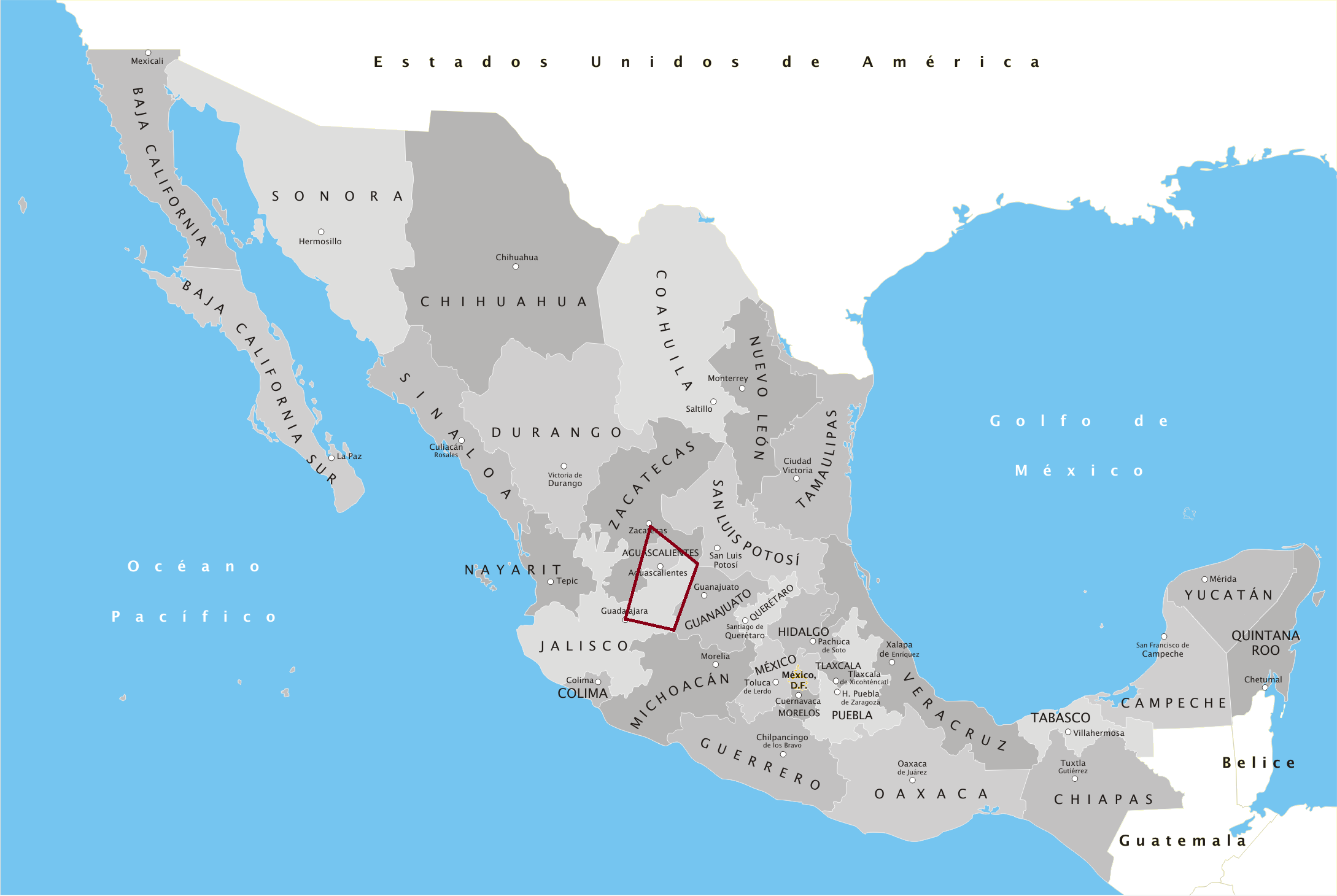
Ubicación aproximada del Bajío Occidental

El Bajío Occidental es una subregión del Bajío Mexicano que alberga las tierras al norte y occidente de dicho territorio. Incluye partes del estado de Aguascalientes, Zacatecas, los Altos de Jalisco y llega en su extremo oeste a la ciudad de Guadalajara. El crecimiento económico de la región es comparado al de las potencias asiáticas.

### Orografía
En general su superficie está conformada por zonas planas (40%) y zonas semiplanas (39%), la menor proporción la constituyen las zonas accidentadas (21%) que descienden desde los 2,400 hasta los 1,350 metros sobre el nivel del mar en dirección del oeste al sureste. Las principales elevaciones son: el cerro de Los Negritos y Palmarejillo a los 2,400 m s. n. m.; el cerro de la Tapona a los 2,200 m s. n. m., y las mesas de los Toros, Yahualica y Santana a los 2,000 m s. n. m. Existen barrancas profundas en el río Verde y en Palmarejillo.
Suelos. La composición de los suelos es de tipos predominantes Luvisol Crómico, Regosol Eutrico y Vertisol Pélico. El municipio tiene una superficie territorial de 52,075 hectáreas, de las cuales 13,770 son utilizadas con fines agrícolas, 18,805 en la actividad pecuaria, 11,200 son de uso forestal, 357 son suelo urbano y 3,698 hectáreas tienen otro uso, no especificándose el uso de 4,245. En los que a la propiedad se refiere, una extensión de 46,786 hectáreas es privada y otra de 1,044 es ejidal; no existiendo propiedad comunal. De 4,245 hectáreas no se especifica el tipo de propiedad.

### Hidrografía

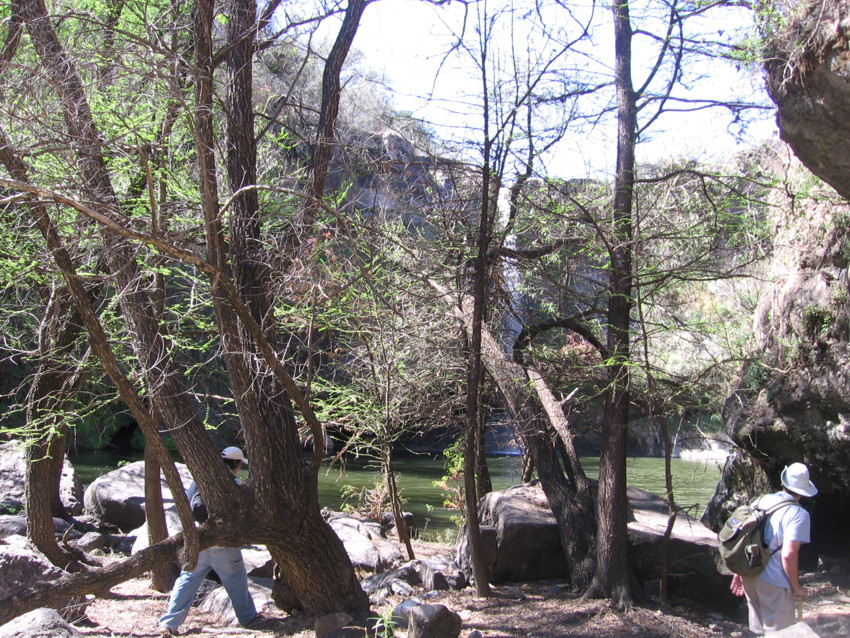
Arroyo de Atenguillo.

Sus recursos hidrológicos son proporcionados por los ríos: Verde, Ancho y Colorado; por los arroyos de caudal permanente: Atenguillo y la Jarrilla; por los arroyos de temporal: Paso de la Carretera, Las Pilas, Pozo Negro y El Granjeno, entre otros; por las presas: El Estribón y La Cuña, pertenecientes a la cuenca Lerma-Chapala-Santiago, subcuenca río Verde Grande de Belén.

### Clima
El clima es semiseco, con otoño, invierno y primavera secos y semicálidos, sin cambio térmico invernal bien definido. La temperatura media anual es de 18.3°C, con máxima de 35 °C y mínima de 5 °C. Cuenta con una precipitación media de 693.1 milímetros. El promedio anual de días con heladas es de 10. Los vientos dominantes son en dirección del este, los meses de junio, julio, agosto y noviembre y en dirección del oeste y del sureste, el resto del año.

### Flora y fauna

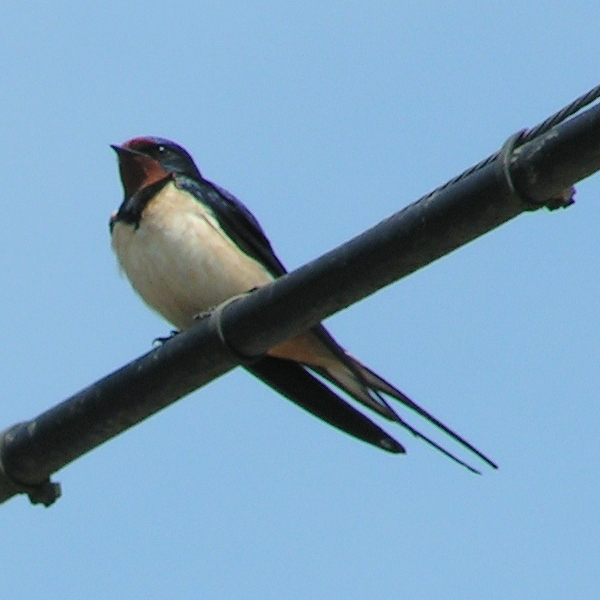
Golondrina.

Su vegetación se compone básicamente de bosques de manzanilla, arbustos, cactáceas, pastizales naturales, copalillo rojo, guamúchil, ozote y tescalames.
El tlacuache, la liebre, el conejo y el zorrillo habitan esta región. El municipio está dentro de la ruta migratoria de la golondrina, la ganga, el pato y la güilota.

## Demografía

### Localidades
En el censo de 2020 el municipio de Yahualica de González Gallo contaba con 138 localidades.
| Código INEGI      | Localidad                   | Población (2020) |
| ----------------- | --------------------------- | ---------------- |
| 141180001         | Yahualica de González Gallo | 14 497           |
| 141180071         | Manalisco                   | 1 010            |
| Otras localidades | Otras localidades           | 6 887            |
| Total municipal   | Total municipal             | 22 394           |

## Economía
Ganadería. Se cría ganado bovino, equino y porcino. Además de colmenas y aves.
 Gastronomía. En el municipio es tradición la birria de borrego, la salsa picante, las tostadas así como los dulces de esa región.
Chile de árbol: A decir de los productores, el chile de árbol de Yahualica es el mejor del mundo por su sabor y su picor, lo cual es posible gracias al suelo de esta región de los Altos Sur, al clima y a las técnicas artesanales que siguen practicando los chileros de la zona.
La economía de unas 300 familias de este bello municipio depende de la producción del chile de árbol; pero, además, existen más de una decena de industrias que producen salsas picantes que se aprecian en las mesas de muchos mexicanos, así como chile molido para botanas, adobos, sazonadores, chile macho y mermeladas.
Al respecto, el alcalde Alejandro Macías Velasco destacó en entrevista que están en la última etapa para lograr la Denominación de Origen del chile de árbol Yahualica, además de que se han dado a la tarea también de buscar recursos para realizar la Ruta del Chile.
Agricultura. Destacan el maíz, sorgo, avena, chile, durazno y frijol.
Comercio. Predominan los establecimientos dedicados a la venta de productos de primera necesidad y los comercios mixtos que venden artículos diversos.
Industria. La principal actividad industrial es la manufacturera y tecnología.
Servicios. Se prestan servicios financieros, profesionales, técnicos, administrativos, comunales, sociales, personales, turísticos y de mantenimiento.
Explotación forestal. Se explota el encino.
Minería. Existen yacimientos de manganeso.
Pesca. Se captura carpa y tilapia.

## Personas destacadas
- José de Jesús González Gallo, abogado y político, quien fue gobernador del Estado de Jalisco de 1947 a 1953.
- Higinio Ruvalcaba, considerado el mejor violinista de México.
- Juan Sandoval Iñiguez, cardenal y arzobispo emérito de la Arquidiócesis de Guadalajara.
- Martín Vásquez, es un exfutbolista de los Estados Unidos. Jugó para las selecciones nacionales de Estados Unidos y de México, siendo el primero jugador en integrar en ambas. Actualmente trabaja como cazatalentos para la Federación de Fútbol de Estados Unidos.
- Pedro Vázquez Villalobos, arzobispo de Antequera (Oaxaca).
- José Francisco González González, arzobispo electo de Tuxtla Gutiérrez.

## Turismo
Arquitectura
- Plaza principal
- Hotel Toledo
- Portales Morelos
- Teatro Benito Juárez

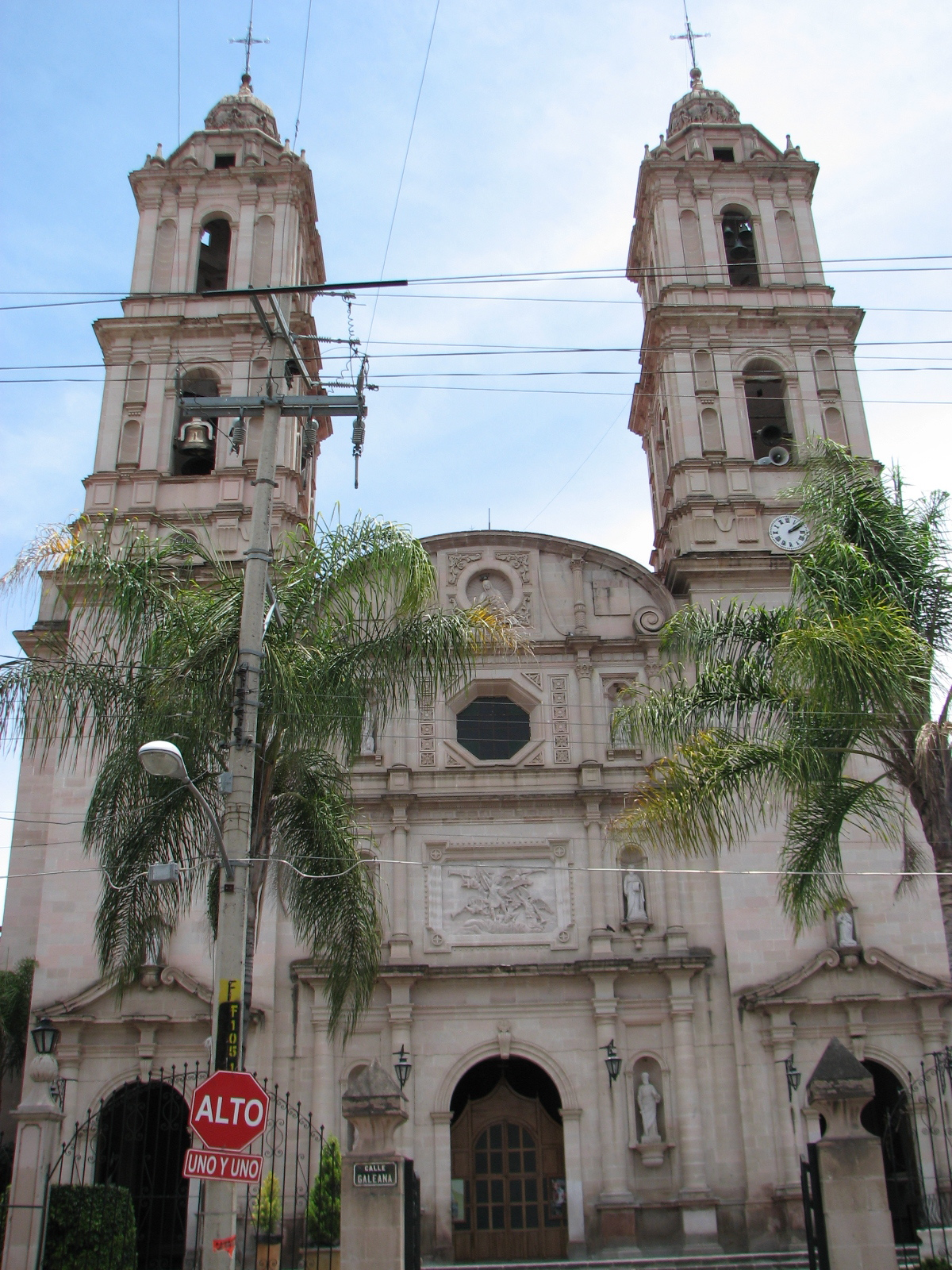
Templo parroquial de San Miguel.

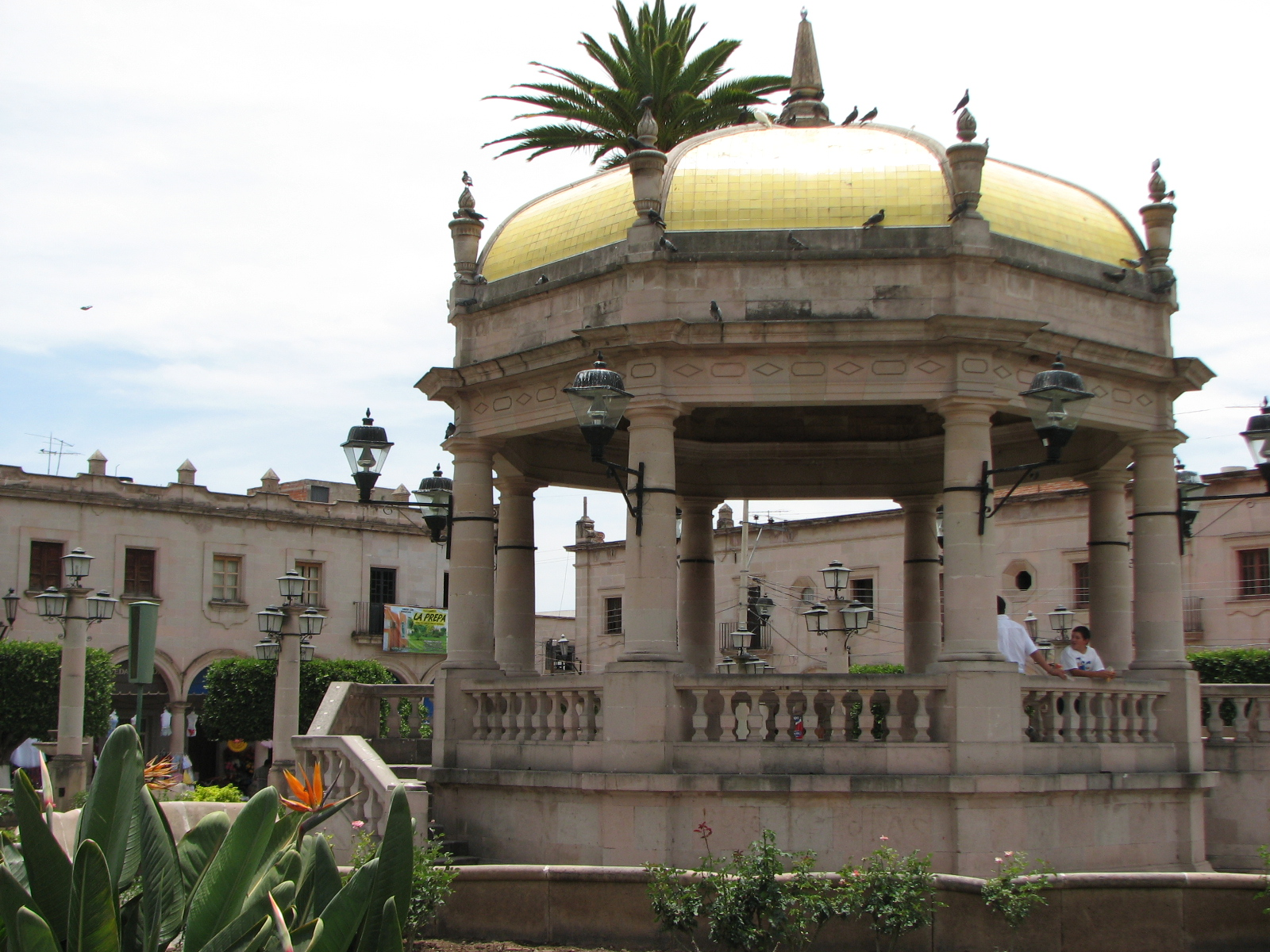
Quiosco en plaza de Armas.

- Templo parroquial de San Miguel Arcángel
- Templo parroquial de la Inmaculada Concepción (Templo nuevo, La cantera)

Artesanías
- Elaboración de: labrado de cantera en todas sus modalidades, piedra basáltica para molcajete, metales trabajos entapicerías, de otate, alfarería, bordados y tejidos a mano, sillas de montar, huaraches y sarapes.

Balnearios
- Agua Caliente.
- Sun & Water
- Río verde

Edificios religiosos
- Oratorio (frente al mercado municipal).
- Templo Parroquial de Nuestra Señora de la Inmaculada Concepción (La cantera).
- La Parroquia (de San Miguel Arcángel).
- Templo del Carmen.
- Templo de San Antonio.
- Capilla de la Virgen de Guadalupe.
- Templo del Sagrado Corazón.
- Santuario de Flamacordis.
- Santuario del Sr. del Encino.
- Templo Parroquial de Nuestra Señora del Rosario (Huisquilco).

Parques y Reservas
- Presa El Estribón.
- Arroyo de los Sabinos o Río Ancho.
- La Sierra
- Parque Bicentenario

+ parque del diablo

## Fiestas
Fiestas religiosas
- Fiesta en honor a San Miguel Arcángel. Del 20 al 29 de septiembre.
- Guadalupanas. El 12 de diciembre.
- Novenario de despedida al Señor del Encino. En febrero o marzo.

## Gobierno

### Presidentes municipales
| Presidente municipal               | Período                | Partido político                                        | Notas                               |
| Fortino Toledo                     | 1900                   |                                                         |                                     |
| Juan E. Ruvalcaba                  | 1900–1901              |                                                         |                                     |
| Irineo Limón                       | 1901                   |                                                         |                                     |
| Juan E. Ruvalcaba                  | 1901                   |                                                         |                                     |
| Leandro Gómez                      | 1902                   |                                                         |                                     |
| A. López Gallo                     | 1902                   |                                                         |                                     |
| Leandro Gómez                      | 1902                   |                                                         |                                     |
| Fortino Toledo                     | 1903                   |                                                         |                                     |
| Juan E. Ruvalcaba                  | 1903                   |                                                         |                                     |
| Leopoldo Rodríguez                 | 1903                   |                                                         |                                     |
| Juan E. Ruvalcaba                  | 1903                   |                                                         |                                     |
| Fortino Toledo                     | 1903                   |                                                         |                                     |
| A. López Gallo                     | 1904                   |                                                         |                                     |
| Juan E. Ruvalcaba                  | 1904                   |                                                         |                                     |
| A. López Gallo                     | 1904                   |                                                         |                                     |
| Juan E. Ruvalcaba                  | 1904                   |                                                         |                                     |
| A. López Gallo                     | 1904                   |                                                         |                                     |
| Juan E. Ruvalcaba                  | 1905                   |                                                         |                                     |
| A. López Gallo                     | 1905                   |                                                         |                                     |
| Víctor Toledo                      | 1905                   |                                                         |                                     |
| A. López Gallo                     | 1905                   |                                                         |                                     |
| José Ma. Ruvalcaba                 | 1906                   |                                                         |                                     |
| Félix R. González                  | 1906                   |                                                         |                                     |
| Juan Casillas                      | 1906                   |                                                         |                                     |
| Nicolás García                     | 1907                   |                                                         |                                     |
| J. Cleotilde Quezada               | 1907                   |                                                         |                                     |
| Nicolás García                     | 1907                   |                                                         |                                     |
| Leopoldo Rodríguez                 | 1908                   |                                                         |                                     |
| Lázaro García                      | 1908                   |                                                         |                                     |
| Leopoldo Rodríguez                 | 1908                   |                                                         |                                     |
| Nicolás García                     | 1909                   |                                                         |                                     |
| R. Agredano                        | 1909                   |                                                         |                                     |
| Nicolás García                     | 1909                   |                                                         |                                     |
| R. Agredano                        | 1910                   |                                                         |                                     |
| Leopoldo Rodríguez                 | 1910–1911              |                                                         |                                     |
| Lázaro García                      | 1911                   |                                                         |                                     |
| Julián Limón                       | 1911                   |                                                         |                                     |
| Leopoldo Rodríguez                 | 1911                   |                                                         |                                     |
| Margarito Pérez                    | 1912                   |                                                         |                                     |
| Jesús Varela                       | 1912                   |                                                         |                                     |
| Margarito Pérez                    | 1912                   |                                                         |                                     |
| Jesús Varela                       | 1912                   |                                                         |                                     |
| Víctor Ruvalcaba                   | 1913                   |                                                         |                                     |
| J. Jesús Villegas                  | 1914                   |                                                         |                                     |
| Víctor Ruvalcaba                   | 1914                   |                                                         |                                     |
| Nicolás García                     | 1914–1915              |                                                         |                                     |
| Fortino Toledo                     | 1915–1916              |                                                         |                                     |
| Pedro Gómez Rodríguez              | 1916                   |                                                         |                                     |
| Cesáreo Gómez                      | 1916                   |                                                         |                                     |
| Irineo Limón                       | 1917                   |                                                         |                                     |
| Eulalio López                      | 1917                   |                                                         |                                     |
| Fortino Toledo                     | 1917                   |                                                         |                                     |
| Irineo Limón                       | 1917                   |                                                         |                                     |
| Eulalio López                      | 1917                   |                                                         |                                     |
| J. Jesús Villegas                  | 1918                   |                                                         |                                     |
| Blas Ruvalcaba                     | 1918                   |                                                         |                                     |
| J. Jesús Villegas                  | 1918                   |                                                         |                                     |
| Blas Ruvalcaba                     | 1918                   |                                                         |                                     |
| J. Jesús Villegas                  | 1918                   |                                                         |                                     |
| Víctor Ruvalcaba                   | 1918                   |                                                         |                                     |
| Irineo Limón                       | 1918                   |                                                         |                                     |
| Víctor Ruvalcaba                   | 1918                   |                                                         |                                     |
| Blas Ruvalcaba                     | 1919                   |                                                         |                                     |
| Víctor Ruvalcaba                   | 1919                   |                                                         |                                     |
| Blas Ruvalcaba                     | 1919                   |                                                         |                                     |
| J. Jesús Villegas                  | 1919                   |                                                         |                                     |
| Víctor Ruvalcaba                   | 1919                   |                                                         |                                     |
| J. Jesús Villegas                  | 1919                   |                                                         |                                     |
| Víctor Ruvalcaba                   | 1919                   |                                                         |                                     |
| J. Jesús Villegas                  | 1919–1920              |                                                         |                                     |
| Víctor Ruvalcaba                   | 1920                   |                                                         |                                     |
| Felipe Toledo                      | 1920                   |                                                         |                                     |
| Leopoldo Rodríguez                 | 1920                   |                                                         |                                     |
| Felipe Toledo                      | 1920                   |                                                         |                                     |
| Leopoldo Rodríguez                 | 1920                   |                                                         |                                     |
| Felipe Toledo                      | 1920                   |                                                         |                                     |
| Severiano Ruvalcaba                | 1920–1921              |                                                         |                                     |
| J. Jesús Limón                     | 1921                   |                                                         |                                     |
| Víctor Ruvalcaba                   | 1921                   |                                                         |                                     |
| J. Jesús Limón                     | 1921                   |                                                         |                                     |
| Víctor Ruvalcaba                   | 1921                   |                                                         |                                     |
| Víctor Toledo                      | 1922                   |                                                         |                                     |
| Blas Ruvalcaba                     | 1922                   |                                                         |                                     |
| Víctor Toledo                      | 1923                   |                                                         |                                     |
| Margarito Pérez                    | 1924                   |                                                         |                                     |
| Leopoldo Rodríguez                 | 1924                   |                                                         |                                     |
| Margarito Pérez                    | 1924                   |                                                         |                                     |
| Blas Ruvalcaba                     | 1924                   |                                                         |                                     |
| Gregorio Macías                    | 1924                   |                                                         |                                     |
| Blas Ruvalcaba                     | 1924–1926              |                                                         |                                     |
| Manuel Ruvalcaba                   | 1927                   |                                                         |                                     |
| Nicolás García                     | 1927                   |                                                         |                                     |
| Felipe González Gallo              | 1927                   |                                                         |                                     |
| Cesáreo Gómez                      | 1927–1928              |                                                         |                                     |
| Felipe González Gallo              | 1928–1929              |                                                         |                                     |
| Gregorio González Gallo            | 1929                   | PNR                                                     |                                     |
| Felipe González Gallo              | 1930–1931              | PNR                                                     |                                     |
| Gregorio González Gallo            | 1932–1933              | PNR                                                     |                                     |
| Tomás Limón González               | 1934                   | PNR                                                     |                                     |
| Canuto González Limón              | 1935                   | PNR                                                     |                                     |
| J. Inés González Gallo             | 1936–1937              | PNR                                                     |                                     |
| Heliodoro Álvarez G.               | 1938                   | PRM                                                     |                                     |
| Víctor Limón R.                    | 1939                   | PRM                                                     |                                     |
| Heliodoro Álvarez G.               | 1939                   | PRM                                                     |                                     |
| J. Inés González Gallo             | 1940                   | PRM                                                     |                                     |
| Tomás Limón González               | 1941–1942              | PRM                                                     |                                     |
| J. Inés González Gallo             | 1943–1944              | PRM                                                     |                                     |
| Heliodoro Álvarez G.               | 1945                   | PRM                                                     |                                     |
| Daniel Macías González             | 1946                   | PRI                                                     |                                     |
| Rubén Toledo González              | 1947                   | PRI                                                     |                                     |
| Elías Gómez Rodríguez              | 1947–1948              | PRI                                                     |                                     |
| Miguel A. Limón R.                 | 1949                   | PRI                                                     |                                     |
| J. Jesús García R.                 | 1949–1951              | PRI                                                     |                                     |
| Francisco Martínez Rueda           | 1951                   | PRI                                                     |                                     |
| C. Juan G. Macías                  | 1951–1952              | PRI                                                     |                                     |
| Ignacio Macías T.                  | 1953–1954              | PRI                                                     |                                     |
| Emilio Ruvalcaba R.                | 1955                   | PRI                                                     |                                     |
| J. Jesús Toledo V.                 | 1956                   | PRI                                                     |                                     |
| Porfirio Mercado S.                | 1957–1958              | PRI                                                     |                                     |
| Emilio Ruvalcaba R.                | 1959–1961              | PRI                                                     |                                     |
| Rafael Toledo M.                   | 1962–1964              | PRI                                                     |                                     |
| Celedonio Mejía R.                 | 1965–1967              | PRI                                                     |                                     |
| José Molina Martínez               | 01-01-1968–31-12-1970  | PRI                                                     |                                     |
| Miguel A. Limón R.                 | 01-01-1971–31-12-1973  | PRI                                                     |                                     |
| Adalberto González J.              | 1974                   | PRI                                                     |                                     |
| José Vallejo Chávez                | 1974–31-12-1976        | PRI                                                     |                                     |
| Ignacio Álvarez R.                 | 01-01-1977–31-12–1979  | PRI                                                     |                                     |
| Miguel Ángel García                | 01-01-1980–31-12-1982  | PRI                                                     |                                     |
| Daniel Macías V.                   | 01-01-1983–31-12-1985  | PRI                                                     |                                     |
| Rubén Mejía Campa                  | 01-01-1986–1987        | PRI                                                     |                                     |
| J. Guadalupe Lomelí González       | 1987–31-12-1988        | PRI                                                     |                                     |
| Daniel Macías Velasco              | 1989–1992              | PRI                                                     |                                     |
| Gregorio M. González Limón         | 1992–1995              | PRI                                                     |                                     |
| Juan Alfredo Rangel López          | 1995–1997              | PAN                                                     |                                     |
| Faustino Plascencia Plascencia     | 01-01-1998–31-12-2000  | PAN                                                     |                                     |
| Sergio Octavio Castañeda Gutiérrez | 01-01-2001–31-12-2003  | PAN                                                     |                                     |
| José Guadalupe Durán Jáuregui      | 01-01-2004–31-12-2006  | PRI                                                     |                                     |
| Elías Octavio Íñiguez Mejía        | 01-01-2007–31-12-2009  | PAN                                                     |                                     |
| Anastacio Mercado Martínez         | 01-01-2010–30-09-2012  | PAN                                                     |                                     |
| José Luis Íñiguez Gámez            | 01-10-2012–30-09-2015  | PAN                                                     |                                     |
| Alejandro Macías Velasco           | 01-10-2015–30-09-2018  | PRI PVEM                                                |                                     |
| Alejandro Macías Velasco           | 01-10-2018–30-09-2021  | PRI                                                     | Fue reelegido el 1 de julio de 2018 |
| Danniela Julemmy Vázquez González  | 01-10-2021– 30-09-2024 | MC                                                      |                                     |
| Wendy Nadezhda Limón Ruvalcaba     | 01-10-2024–            | Mega Alianza Morena, PT, Partido Verde, Futuro, Hagamos |                                     |